# Sankt Blasien
St. Blasien är en stad i Landkreis Waldshut i regionen Schwarzwald-Baar-Heuberg i Regierungsbezirk Freiburg i förbundslandet Baden-Württemberg i Tyskland.  Sankt Blasien, som för första gången omnämns i ett dokument från år 858, har cirka 4 200 invånare.
Staden ingår i kommunalförbundet St. Blasien tillsammans med kommunerna Bernau im Schwarzwald, Dachsberg (Südschwarzwald), Häusern, Höchenschwand, Ibach och Todtmoos.